# Arpaderen
Arpaderen ist ein Dorf (Köy) im Landkreis Çemişgezek der türkischen Provinz Tunceli. Im Jahre 2011 lebten in Arpaderen 68 Menschen.